# Brigády tygrů
Brigády tygrů (v originále Les Brigades du tigre) je francouzský hraný film z roku 2006, který režíroval Jérôme Cornuau. Film se odehrává v Paříži v roce 1912, kdy zvláštní policejní jednotka zvaná Brigády tygrů bojuje proti anarchistům. Ve snímku vystupují reálné postavy francouzské historie. Film byl v české distribuci rovněž uváděn pod názvem Tygrova brigáda.

## Děj
V roce 1907 založil ministr vnitra Georges Clemenceau zvláštní motorizovanou policejní jednotku na potírání organizovaného zločinu. V roce 1912 skupina anarchistů vedená Julesem Bonnotem (1876-1912) přepadne bankovní dostavník a ukradne sešit se zakódovanými poznámkami. Vyšetřováním je pověřena motorizovaná brigáda, kterou však předběhne policejní prefektura. Při zátahu na Bonnotovu skupinu ale anarchisté uniknou. Do Paříže přijíždí kníže Bolkonskij jako zástupce cara Mikuláše II., aby za přítomnosti sira Hollingwortha z Velké Británie uzavřeli spolu s Francií Trojdohodu. Komisař Paul Valentin z brigády dostane na starost bezpečnost knížete a kněžny Constance. Při policejním zátahu v Choisy-le-Roi je zabit Jules Bonnot. U příležitosti podpisu bude uvedena v pařížské opeře opera Rimského-Korsakova, kterou nastudovala sama kněžna. Kněžna byla Bonnotovou milenkou a v deníku, který byl ukraden bankéři Casimiru Cagnovi, jsou záznamy o zpronevěře francouzské státní půjčky Rusku. Kněžna navštíví poslance a novináře Jeana Jaurèse, aby deník otiskl v L'Humanité, ale nemá správný kód. Jde proto za komisařem Valentinem a prozradí mu vše o důvodech anarchistů. Casimir Cagne je zatčen, ale policii se nepodaří získat doznání. Na příkaz policejního prefekta je propuštěn. Anarchista Piotr mučením z bankéře získá kód a poté jej zabije. V opeře nastraží do lóže výbušninu do žárovek. Kněžna má nyní deník i kód, kterým je věta z Alenky v říši divů, a předá vše Jaurèsovi. Francouzský prezident Raymond Poincaré, kníže Bolkonskij a sir Hollingworth podepíší v budově opery Trojdohodu a poté jdou na představení. Během něho exploduje bomba. Kníže je zabit, kněžna přežije. Po atentátu je obviněna ze spiknutí a převezena do vojenské pevnosti v Cormeilles-en-Parisis, kde je odsouzena k vydání do Ruska. Skandál sice není zveřejněn, ale policejní prefekt Louis Lépine je kvůli korupci sesazen.

## Obsazení
| Clovis Cornillac   | komisař Paul Valentin              |
| Diane Krugerová    | kněžna Constance Bolkonski         |
| Olivier Gourmet    | inspektor Marcel Terrasson         |
| Édouard Baer       | inspektor Pujol                    |
| Jacques Gamblin    | anarchista Jules Bonnot            |
| Thierry Frémont    | anarchista Piotr                   |
| Stefano Accorsi    | inspektor Achille Bianchi          |
| Léa Drucker        | prostitutka Léa                    |
| Philippe Duquesne  | bankéř Casimir Cagne               |
| Didier Flamand     | policejní prefekt Louis Lépine     |
| Aleksandr Medvedev | kníže Bolkonskij                   |
| Gérard Jugnot      | vrchní komisař Faivre              |
| André Marcon       | Jean Jaurès                        |
| Mathias Mlekuz     | policejní ředitel Célestin Hennion |
| Roland Copé        | Raymond Poincaré                   |

## Skutečné historické události
- Útok na dostavník banky Société Générale, který byl prvním přepadením pomocí automobilu ve Francii, se ve skutečnosti odehrálo již 21. prosince 1911.
- Vzájemná Trojdohoda byla mezi třemi mocnostmi postupně uzavřena již v letech 1904 a 1907.
- Raymond Poincaré byl prezidentem v letech 1913-1920. V době, ve které se odehrává příběh, zastával funkci premiéra.
- Policejní prefekt Louis Lépine (1846-1933) nebyl donucen v roce 1913 složit svůj úřad z důvodu korupce. Na ostrově Cité je po něm pojmenováno náměstí Place Louis-Lépine.